# Ex na plaży Polska
Ex na plaży Polska – polska edycja programu Ex na plaży, emitowana przez MTV. Program został zapowiedziany 17 października 2016. Uczestnikami programu jest czterech mężczyzn i cztery kobiety, spędzający wspólnie wakacje. W trakcie programu zjawiają się ich byli partnerzy, mający na celu popsuć zabawę.

## Sezony
| Rok  | Sezon   | Miejsce produkcji | Liczba odcinków | Liczba widzów |
| ---- | ------- | ----------------- | --------------- | ------------- |
| 2016 | Sezon 1 | Hvar, Chorwacja   | 8               | TBA           |
| 2017 | Sezon 2 | Hvar, Chorwacja   | 8               | 58 739        |
| 2017 | Sezon 3 | Ayia Napa, Cypr   | 8               | TBA           |
| 2018 | Sezon 4 | Ayia Napa, Cypr   | 8               | 64 556        |

### Sezon 1 (2016)
Nagrywany na wyspie Hvar w Chorwacji. Premiera telewizyjna miała miejsce 7 listopada 2016. Uczestnikami tej edycji byli: Wojtek Gola, Adam Zając, Michał Spała, Dawid "Ambro" Ambroziak, Jola Mróz, Marta Różańska, Sandra Sarapata i Joanna Kościak.

#### Lista uczestników
| Liczba odcinków | Personalia            | Wiek | Miejsce pochodzenia | Były partner                                                |  |
| --------------- | --------------------- | ---- | ------------------- | ----------------------------------------------------------- |  |
| 8               | Adam Zając            | 25   | Sosnowiec           | N/A                                                         |  |
| 8               | Dawid Ambro           | 26   | Szczecin            | Ewelina Polak                                               |  |
| 8               | Joanna Kościak        | 25   | Warszawa            | N/A                                                         |  |
| 8               | Jola Mróz             |      | Rybnik              | Łukasz Lupa                                                 |  |
| 4               | Marta Różańska        |      | Pleszew             | Wojtek Gola                                                 |  |
| 8               | Michał Spała          | 22   | Porajów             |                                                             |  |
| 8               | Sandra Sarapata       | 18   | Wadowice            | Olaf Bober                                                  |  |
| 7               | Wojtek Gola           | 28   | Poznań              | Patrycja Strzałkowska, Marta Różańska, Karina Pietruszyńska |  |
|                 |                       |      |                     |                                                             |  |
| 8               | Patrycja Strzałkowska | 23   | Warszawa            | Wojtek Gola                                                 |  |
| 6               | Łukasz Lupa           | 22   | Rawicz              | Jola Mróz, Ewelina Skorczyk                                 |  |
| 6               | Ewelina Polak         | 25   | Sztokholm           | Dawid Ambro                                                 |  |
| 5               | Karina Pietruszyńska  | 23   | Radomin             | Wojtek Gola, Krystian Wilczak                               |  |
| 4               | Olaf Bober            | 19   | Wadowice            | Sandra Sarapata                                             |  |
| 3               | Krystian Wilczak      | 23   | Bydgoszcz           | Karina Pietruszyńska                                        |  |
| 2               | Ewelina Skorczyk      |      | Śmigiel             | Łukasz Lupa                                                 |  |

### Sezon 2 (2017)
Również realizowany na wyspie Hvar, premiera miała miejsce 10 kwietnia 2017. Uczestnikami tej edycji byli: Piotr Polak, Damian Graf, Jacob Urbanowicz, Filip Ćwiek, Lena Bator, Martyna "Mała" Chmielewska, Kornelia Anna i Patrycja Dillinger.

#### Lista uczestników
| Liczba odcinków | Personalia                 | Wiek | Miejsce pochodzenia | Były partner                                         |  |
| --------------- | -------------------------- | ---- | ------------------- | ---------------------------------------------------- |  |
| 8               | Damian Graff               | 21   | Leszno              | Daria Jarzyna                                        |  |
| 8               | Filip Krzymiński           | 20   | Gdańsk              | N/A                                                  |  |
| 8               | Jacob Urbanowicz           | 23   | Warszawa            | Martyna "Mała" Chmielewska                           |  |
| 8               | Kornelia Anna              | 23   | Gdańsk              | Piotr Polak                                          |  |
| 8               | Lena Bator                 | 25   | Warszawa            | N/A                                                  |  |
| 8               | Martyna "Mała" Chmielewska | 23   | Poznań              | Jacob Urbanowicz                                     |  |
| 6               | Patrycja Dillinger         |      | Wrocław             | Michał Schneider                                     |  |
| 8               | Piotr Polak                |      | Kraków              | Kinga Garnys, Kornelia Anna, Jola Mróz, Magda Pyznar |  |
|                 |                            |      |                     |                                                      |  |
| 7               | Kinga Garnys               | 24   | Warszawa            | Piotr Polak                                          |  |
| 6               | Daria Jarzyna              | 21   | Nowy Tomyśl         | Damian Graff                                         |  |
| 5               | Michał Schneider           | 29   | Wrocław             | Patrycja Dillinger                                   |  |
| 4               | Jola Mróz                  |      | Rybnik              | Piotr Polak                                          |  |
| 3               | Hubert Korczak             | 22   | Warszawa            | N/A                                                  |  |
| 2               | Magda Pyznar               | 25   | Knurów              | Piotr Polak                                          |  |

### Sezon 3 (2017)
Filmowany w  Ayia Napa na Cyprze, premierę miał 30 października 2017. Uczestnikami byli: Alan Kwieciński, Denis Ilbeyli, Hubert Korczak, Norbert Hawryluk, Alicja Nikola "Nicki Queen" Kolasińska, Joanna Kasprzyk, Marta Hrycyk i Monika "Esmeralda" Godlewska. W programie wzięli też udział znany z Warsaw Shore: Ekipa z Warszawy Damian Zduńczyk (jako eks-partner) i uczestnik drugiego sezonu Hubert Korczak.

#### Lista uczestników
| Liczba odcinków | Nazwisko                               | Wiek | Miejsce pochodzenia | Były partner                                   |  |
| --------------- | -------------------------------------- | ---- | ------------------- | ---------------------------------------------- |  |
| 8               | Alan Kwieciński                        | 25   | Olsztyn             | Magda "Loris" Serdyńska, Marika Wojtkowiak     |  |
| 8               | Alicja Nikola "Nicki Queen" Kolasińska | 23   | Białystok           | N/A                                            |  |
| 8               | Denis Ilbeyli                          | 23   |                     | N/A                                            |  |
| 6               | Hubert Korczak                         | 23   | Warszawa            | N/A                                            |  |
| 8               | Joanna Kasprzyk                        | 26   | Poznań              | N/A                                            |  |
| 8               | Marta Hrycyk                           | 20   | Lębork              | Damian "Stifler" Zduńczyk                      |  |
| 5               | Monika "Esmeralda" Godlewska           | 24   | Warszawa            | Tytus Maksymczak                               |  |
| 8               | Norbert Hawryluk                       | 22   | Szczecin            | N/A                                            |  |
|                 |                                        |      |                     |                                                |  |
| 7               | Tytus Maksymczak                       | 21   | Torzym              | Monika "Esmeralda" Godlewska, Natalia Jagiełło |  |
| 6               | Magda "Loris" Serdyńska                |      | Katowice            | Alan Kwieciński, Bartek "Ruby" Brzeziński      |  |
| 5               | Bartek "Ruby" Brzeziński               |      | Katowice            | Magda "Loris" Serdyńska                        |  |
| 4               | Marika Wojtkowiak                      | 24   | Wałbrzych           | Alan Kwieciński                                |  |
| 2               | Damian "Stifler" Zduńczyk              | 30   | Police              | Marta Hrycyk                                   |  |
| 2               | Natalia Jagiełło                       | 23   | Łódź                | Tytus Maksymczak                               |  |

### Sezon 4 (2018)
Ponownie filmowany na Cyprze, premierę telewizyjną miał 17 września 2018. Uczestnikami byli Anna "Duża" Ryśnik i Bartek Barański (oboje znani już z Warsaw Shore). Pozostałymi uczestnikami byli: Bartek "Gimi" Gimiński, Kasjusz "Don Kasjo" Życiński, Maciej Rataj,  Anastasiya Yandaltseva,  Ewa Piekut i Ismena Stelmaszczyk. Dawid "Ambro" Ambroziak powrócił jako eks- partner Ismeny Stelmaszczyk.

#### Lista uczestników
| Liczba odcinków | Personalia                   | Wiek | Miejsce pochodzenia | Były partner                            |  |
| --------------- | ---------------------------- | ---- | ------------------- | --------------------------------------- |  |
| 8               | Anastasiya Yandaltsava       | 24   | Rosja               | N/A                                     |  |
| 8               | Anna "Duża" Ryśnik           | 26   | Żmigród             | N/A                                     |  |
| 8               | Bartek Barański              | 26   | Kraków              | Maja Kukiełka                           |  |
| 8               | Bartek "Gimi" Gimiński       | 22   | Grudziądz           | Karolina Sagermann                      |  |
| 8               | Ewa Piekut                   |      |                     | N/A                                     |  |
| 8               | Ismena Stelmaszczyk          | 21   | Warszawa            | Dawid Ambro                             |  |
| 8               | Kasjusz "Don Kasjo" Życiński | 26   | Gdańsk              | Karina Pniewska                         |  |
| 8               | Maciej Rataj                 |      | Szczecin            | N/A                                     |  |
|                 |                              |      |                     |                                         |  |
| 7               | Maja Kukiełka                |      | Kraków              | Bartek Barański, Kamil                  |  |
| 6               | Karolina Sagermann           | 21   | Sopot               | Bartek "Gimi" Gimiński                  |  |
| 5               | Kamil                        | 24   |                     | Maja Kukiełka                           |  |
| 4               | Dawid Ambro                  | 28   | Szczecin            | Ismena Stelmaszczyk, Kornelia Dubrownik |  |
| 3               | Karina Pniewska              |      |                     | Kasjusz "Don Kasjo" Życiński            |  |
| 1               | Kornelia Dubrownik           |      |                     | Dawid Ambro                             |  |